# 埃劳夫湖畔米特尔巴赫
埃劳夫湖畔米特尔巴赫是奥地利下奥地利州利林费尔德县的一个市镇。总面积67.28平方公里，总人口595人，人口密度8.8人/平方公里（2005年）。